# Tonic

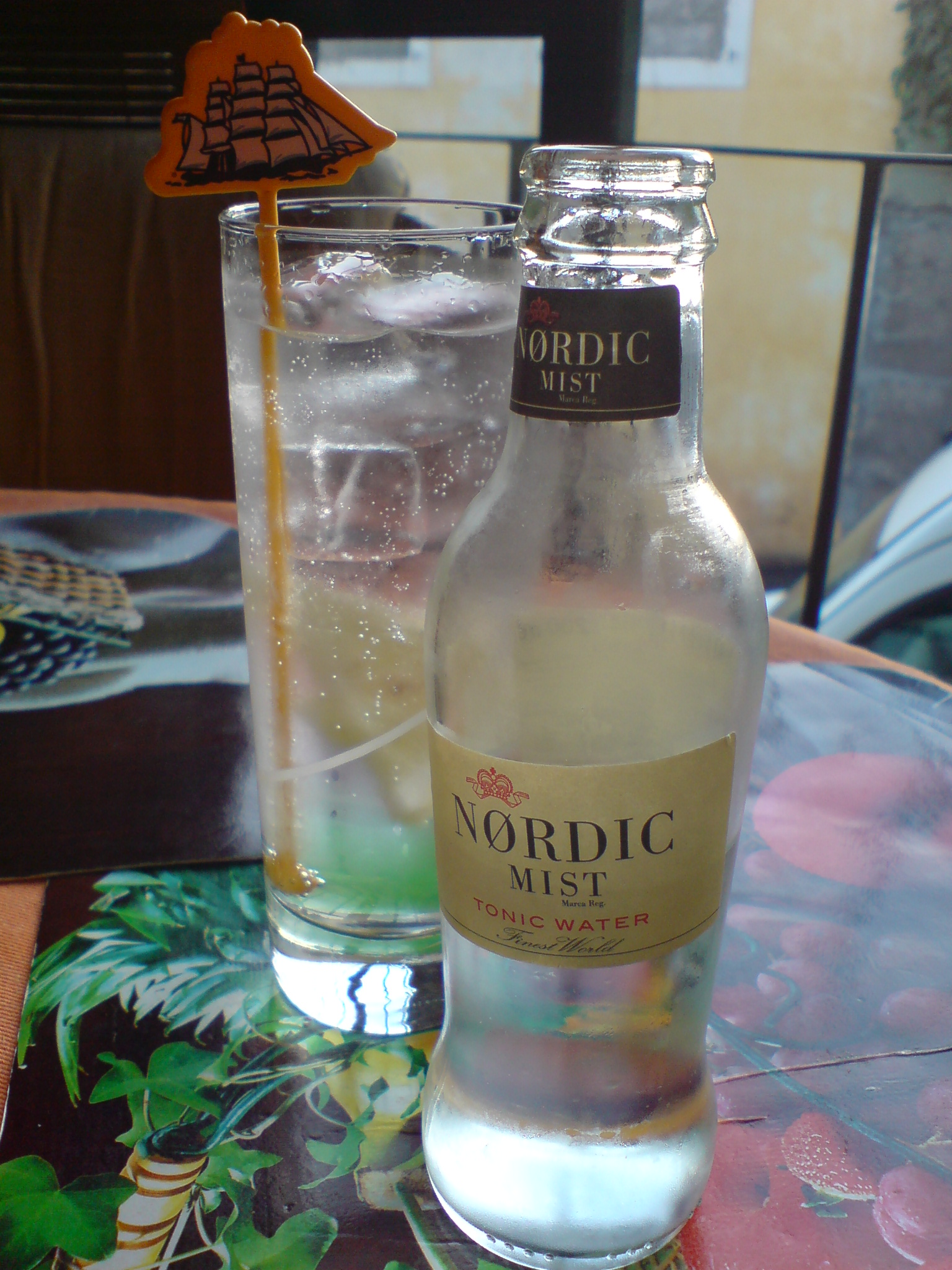
Tonic water.

Tonic är en dryck smaksatt med kinin. Den blandas ofta med gin för att skapa drinken gin och tonic. Tonic water innehåller normalt sett vatten, kinin och andra smakämnen. Grape Tonic innehåller dessutom grapefruktsjuice eller grapefruktessens. Tonic water blir, eftersom det innehåller kinin, fluorescerande när det belyses med uv-ljus.
Ursprungligen innehöll tonicvatten endast kolsyrat vatten och kinin, vilket blev väldigt bittert. Drinken gin och tonic har sitt ursprung i brittiska Indien, där man blandade ut den bittra drycken med gin för att göra den mer lättdrucken.
Kininet blandades ursprungligen i tonicvattnet för att fungera som profylax mot malaria, och drycken var tänkt att drickas i sjukdomens utbredningsområden i södra Asien och Afrika. Modernt tonicvatten innehåller endast minimala mängder kinin och då bara som smakämne. För att ha medicinska egenskaper bör tonicvattnet innehålla 160–320 ppm (160–320 mg/l om man räknar i vikt) kinin.[källa behövs]